# Figuur van Thiery
De figuur van Thiery is een wetenschappelijke figuur ontwikkeld door prof. dr. Armand Thiéry (1868-1955) aan het begin van de 20e eeuw, in het kader van de experimentele psychologie, aan de Katholieke Universiteit Leuven. De figuur geeft de optische verwarring weer die het oog ervaart tijdens de observatie van voorwerpen. Thiery heeft baanbrekend werk in deze materie verricht en was een leerling van Wilhelm Wundt.  Hij heeft het laboratorium voor experimentele psychologie opgestart aan de Leuvense universiteit.
De illusie is een variant op de isometrische illusie.